# Бресанвидо
Бресанвидо (итал. Bressanvido) је насеље у Италији у округу Виченца, региону Венето.
Према процени из 2011. у насељу је живело 1201 становника. Насеље се налази на надморској висини од 52 м.

## Становништво
| 1931. | 1936. | 1951. | 1961. | 1971. | 1981. | 1991. | 2001. | 2011. |
| ----- | ----- | ----- | ----- | ----- | ----- | ----- | ----- | ----- |
| 2.303 | 2.362 | 2.373 | 2.120 | 2.230 | 2.450 | 2.591 | 2.859 | 3.108 |